# Haukkasaari (ö i Finland, Södra Karelen, Villmanstrand, lat 61,02, long 27,69)
Haukkasaari är en ö i Finland. Den ligger i sjön Kivijärvi och i kommunen Klemis i den ekonomiska regionen  Villmanstrands ekonomiska region  och landskapet Södra Karelen, i den södra delen av landet, 180 km nordost om huvudstaden Helsingfors. Öns area är 13,1 hektar och dess största längd är 0,5 kilometer i sydöst-nordvästlig riktning.